# DYSEAC
DYSEACは、アメリカ国立標準局(NBS)によって作られた2台目のStandards Electronic Automatic Computer(SEAC)である。
DYSEACは、NBSがアメリカ陸軍通信部隊のために製作した第一世代コンピュータである。トラックの荷台に格納されていたため、おそらく世界初の可搬式コンピュータである。1954年4月に運用を開始した。
DYSEACは900本の真空管と24,500個のダイオードを使用した。水銀遅延管を使用し、45ビット幅（およびパリティビット）の512ワードの主記憶装置（メモリ）を構成していた。メモリのアクセス時間は48 - 384マイクロ秒である。加算には48マイクロ秒、乗算・除算には2112マイクロ秒かかった。これらの時間にはメモリアクセスに要する時間が入っておらず、最大で約1500マイクロ秒がさらに必要である。
DYSEACの重量は約12ショートトン（18トン）だった。